# Gyromelania
Gyromelania is een geslacht van uitgestorven weekdieren uit de klasse van de Gastropoda (slakken).

## Soort
- Gyromelania klaici (Brusina, 1897) †